# نادي سامسون لكرة السلة للسيدات
نادي سامسون لكرة السلة للسيدات (بالتركية: Samsun BK)‏ هو فريق كرة سلة تركي تأسس في 4 أبريل 2003 يقع في سامسون. يلعب في الدوري التركي لكرة السلة للسيدات. حل ثانيا في الدوري في موسم 2007-08.

## وصلات خارجية
- الموقع الرسمي